# جريمة التعذيب
جريمة التعذيب هي جريمة قتل يسبق الموت فيها تعذيب الضحية. في العديد من الولايات القضائية، ستواجه جريمة القتل التي تنطوي على «وحشية أو قسوة استثنائية» عقوبة أشد إذا لم تتم الموافقة على القتل من قبل السلطات أو نفذته قوات أمن الدولة نفسها.

## تكرار
القتل خارج نطاق القضاء في الولايات المتحدة، القتل خارج نطاق القضاء من قبل الغوغاء، والذي غالبًا ما كان بمثابة وسيلة للإرهاب العنصري كثيرًا ما ينطوي على تعذيب علني للضحية أو الضحايا، وفي كثير من الحالات تبعه أيضًا جمع التذكارات البشرية. علاوة على ذلك، منذ أن أصبح الحمض الصناعي متاحًا بكميات كبيرة خلال القرن التاسع عشر، أصبحت الهجمات الحمضية وسيلة قتل منتشرة على مستوى العالم.
في القرن الحادي والعشرين، كان العديد من جرائم قتل الأجانب والمواطنين في العراق وسوريا التي ارتكبها أعضاء في تنظيم داعش الإرهابي قد سبقتها التعذيب. توثق لقطات فيلم لاضطهاد المسلمين في ميانمار تداعيات وشهادات القتل والتعذيب على يد القوات الحكومية،  وقد ربطت الأدلة بين القتل والتعذيب والعديد من المذابح الأخرى وجرائم الحرب والإبادة الجماعية، سواء المعاصرة أو التاريخية.

## العقاب
تختلف قوانين القتل في جميع أنحاء العالم اختلافًا كبيرًا، لكن جريمة القتل التي تنطوي على التعذيب ستؤدي عمومًا إلى عقوبة أقسى من القتل وحده. تختلف الآليات القانونية لتشديد العقوبة بين الولايات القضائية. في قوانين إيطاليا وألمانيا والنرويج وأجزاء كثيرة من الولايات المتحدة، هناك «درجتان» أو أكثر من جرائم القتل، بصيغة مثل: «... تعذيب الضحية قبل وفاة الضحية»  تستخدم عادة للحكم على أن أعلى درجة يجب أن تنطبق. في ولايات قضائية أخرى، قد يكون الأمر أنه حتى لو كانت هناك جريمة قتل واحدة فقط، فإن ممارسات إصدار الأحكام والمبادئ التوجيهية تجعل الظروف المشددة لأي تعذيب تسمح مع ذلك بعقوبة أقسى من المعتاد. 